# جون بيكر (سياسي بريطاني)
جون بيكر (بالإنجليزية: John Baker)‏ هو كاتب ومؤلف وسياسي بريطاني، ولد في 11 يناير 1928 في برمنغهام في المملكة المتحدة، وتوفي في 4 يونيو 2014. انتخب Bishop of Salisbury ‏ وانتخب Bishop of Salisbury ‏ (1982 – 1993).